# The Amboy Dukes
The Amboy Dukes byla americká rocková skupina, založená v Detroitu v roce 1964. Frontmanem skupiny byl Ted Nugent. Po rozpadu Amboy Dukes v roce 1975 zahájil Nugent svou úspěšnou sólovou kariéru eponymním albem Ted Nugent.

## Diskografie

### Studiová alba
- 1967 – The Amboy Dukes
- 1968 – Journey to the Center of the Mind
- 1969 – Migration
- 1970 – Marriage on the Rocks/Rock Bottom
- 1971 – Survival of the Fittest Live
- 1973 – Call of the Wild
- 1974 – Tooth Fang & Claw